# Бранко Кленковски
Бранко Кленковски (Београд, 25. септембар 1946 — Београд, 12. јул 2013) био је југословенски и српски фудбалер.

## Каријера
За први тим Црвене звезде дебитовао је у сезони 1965/66, када је сакупио 13 лигашких сусрета и постигао гол из пенала против љубљанске Олимпије (2:3). Наредне сезоне се усталио у тиму црвено-белих након смене генерације. Одиграо је свих 30 првенствених утакмица и четири пута се уписао у стрелце. Његов гол је одлучио победника на мечу против Олимпије (1:0) у Љубљани, а уз Војислава Мелића је једини одиграо све утакмице у првенству. Играо је и на сва четири меча у Купу сајамских градова укључујући и тријумф против Атлетик Билбаоа од 5:0.
На почетку шампионата 1967/68, Живан Ракић је добио предност у халф линији, али га је Кленковски убрзо потиснуо из тима у освајању дупле круне. У шампионату је одиграо 17 утакмица и постигао голове против Марибора (2:2) и сплитског Хајдука (1:1), док је четири меча забележио у освајању Купа. Касније је освојен и Средњоевропски куп, Бранко је одиграо шест мечева у овом такмичењу. Титула је одбрањена у сезони 1968/69, а Кленковски је био један од незаменљивих чланова Миљанићевог шампионског тима са 32 одигране утакмице и четири поготка, по један против Олимпије (6:0), Бора (2:0), Пролетера (2:0) и Загреба (3:0). Наредне сезоне се уписао у стрелце у Купу шампиона против Линфилда из Белфаста (8:0). Освојио је трећу титулу првака у низу и на 30 утакмица постигао два гола, по један из пенала против Олимпије (2:1) и Вардара (3:0). Екипа Звезде је тријумфовала и у Купу, а Кленковски је одиграо свих шест сусрета и постигао победоносни гол у четвртфиналу против ОФК Београда (1:0) из једанаестерца. Освојен је и трофеј Супершампиона Југославије са две победе против загребачког Динама од 4:1 и 2:1 у којима је Кленковски био на терену свих 180 минута.
Одиграо је четири меча у европском походу до полуфинала Купа шампиона 1970/71, али је имао кикс у реваншу полуфинала у Атини против Панатинаикоса, када није испуцао једну лопту која је претходила раном голу домаћег тима, који им је дао крила да надокнаде велики заостатак из београдског меча и пласирају се у финале.
Кленковски је од те утакмице потпуно пао у други план и ретко добијао шансу. Тренер Миљанић је пружао прилику млађим играчима, Богићевићу, Керију, Новковићу, Стаји Николићу и Николи Јовановићу, иако је и Кленковски са 25 година био млад играч. Тај кобни меч у Атини му је практично уништио каријеру. Одиграо је само три утакмице у освајању своје четврте титуле са Звездом у сезони 1972/73.
Каријеру је завршио у Пролетеру из Зрењанина у сезони 1977/78, где је играо са Иваном Јуришићем, још једним дефанзивцем, који је имао ту несрећу да његов кикс удаљи Звезду од трофеја у финалу Купа УЕФА 1979. године. Кленковски је без обзира на све оставио дубок траг у Звезди и један је од најбољих одбрамбених играча који су икада играли у дресу Црвене звезде.
Преминуо је 12. јула 2013. године у Београду после дуге и тешке болести.

## Успеси
Црвена звезда
- Првенство Југославије: 1968, 1969, 1970, 1973.
- Куп Југославије: 1968, 1970, 1971.